# Vlečné vozy Ringhoffer série 805–1219 (Praha)
Vlečné vozy Ringhoffer série 805–1219 jsou typ dvounápravového obousměrného tramvajového vlečného vozu lehké konstrukce, které byly vyráběny Ringhofferovými závody pro Elektrické podniky hlavního města Prahy. Šlo o první pražské vozy s celokovovou karoserií.

## Historické pozadí
Po první světové válce byla situace v Praze taková, že rozvoj tramvajové sítě probíhal velmi obtížně a pomalu. Ve 20. letech 20. století EP hl. m. Prahy tak z nutnosti rekonstruovaly starší motorové vozy na vlečné, ovšem i tato přestavba probíhala velmi pomalu kvůli nedostatku finančních prostředků. Po delší pauze byly roku 1920 dodány nové vlečné vozy Ringhoffer série 708–767. Později se začaly dodávat vlečné vozy jednoduché konstrukce. Lidově se jim říkalo „plecháče“ z toho důvodu, že měly tehdy jako první vozy v Praze zvnějšku oplechované celé bočnice. Vozům, které byly vyrobeny v Továrně na vozy v Kolíně se říkalo „kolíňáky“.

## Konstrukce
Vozy byly konstruovány tak, aby se co nejvíce snížily výrobní náklady potřebné pro jejich výrobu. Rám snýtovaný z ocelových profilů na sobě nesl nýtovanou celokovovou a zvenčí oplechovanou kostru z lisovaných sloupků. Dřevěnou střechu z borových palubek pokrytých impregnovaným plátnem nesly dřevěné kružiny. Vozová skříň byla uzavřeného typu uložená na volnoosém dvounápravovém pojezdu, jehož nápravy s kluznými ložisky byly odpruženy listovými péry. Na uzavřené plošiny se vstupovalo po obou stranách dvojkřídlými zasouvacími dveřmi. Salón pro cestující nebyl nijak oddělen od nástupních plošin. Místa pro sezení zajišťovaly dvě podélné laťkové lavice. Jednotlivé výrobní série se v detailech odlišovaly např. spouštěcími okny zprvu uchycenými v dřevěných rámech, později bezrámovými okny, nabíracími střešními větrači (první vozy z r. 1924 je neměly) jež zajišťovaly větrání salónu, později rotační typu Flettner, délkou vozové skříně a šíří vstupních dveří, nebo kotoučovými brzdami.

## Dodávky
V letech 1924–1931 bylo vyrobeno celkem 415 vozů v celkem 7 sériích.
| Současný stát | Město | Článek | Výrobce    | Roky dodávek | Počet vozů | Evidenční čísla při dodání | Poznámky                                 | Zdroj       |
| ------------- | ----- | ------ | ---------- | ------------ | ---------- | -------------------------- | ---------------------------------------- | ----------- |
| Česko         | Praha | článek | Ringhoffer | 1924         | 50         | 805–854                    |                                          | [ 3 ] [ 4 ] |
| Česko         | Praha | článek | Ringhoffer | 1925         | 50         | 855–904                    | od vozu č. 855 nabírací větrače          | [ 3 ] [ 4 ] |
| Česko         | Praha | článek | Ringhoffer | 1926         | 130        | 905–1034                   |                                          | [ 3 ] [ 4 ] |
| Česko         | Praha | článek | Ringhoffer | 1927         | 50         | 1035–1084                  | od vozu č. 1084 bezrámová okna           | [ 3 ] [ 4 ] |
| Česko         | Praha | článek | Ringhoffer | 1928         | 50         | 1085–1134                  | od vozu č. 1085 rotační větrače Flettner | [ 3 ] [ 4 ] |
| Česko         | Praha | článek | Ringhoffer | 1929         | 50         | 1135–1184                  | z výroby el. vytápění                    | [ 3 ] [ 4 ] |
| Česko         | Praha | článek | TVK        | 1930         | 20         | 1185–1204                  | z výroby el. vytápění                    | [ 3 ] [ 4 ] |
| Česko         | Praha | článek | TVK        | 1931         | 15         | 1205–1219                  |                                          | [ 3 ] [ 4 ] |

## Provoz
Tyto vlečné vozy se provozovaly ve dvou až třívozových soupravách, v čele vždy motorový vůz. Tyto vozy se spřahovaly nejčastěji s motorovými vozy, jejichž podobu navrhl brněnský rodák arch. Jan Kotěra. Během provozu neprodělaly mnoho úprav. Vůz ev. č. 1084 prošel ještě ve 20. letech dosazením dvou nových rotačních větračů typu Fletter ke dvěma původním nabíracím. Od roku 1935 bylo pro nákladný provoz postupně demontováno z vozů ev. č. 1135–1204 elektrické vytápění. V provozu se udržely v plném počtu do roku 1961. V tomto roce byly vyřazeny první z těchto vlečných vozů. V důsledku dodávek koncepčně i technicky modernějších tramvají Tatra T3 v 60. letech se tyto „plecháče“ postupně vyřazovaly. Mezi lety 1965–1969 DP rekonstruoval některé vyřazené vlečné vozy na služební nákladní vlečné vozy. Šlo o 8 vozů ev. č. 913, 956, 1105, 1084, 1120, 1205, 1034 a 1190, které obdržely v tomto pořadí nová ev. č. 4541–4548. Při rekonstrukci se z původní karoserie ponechala čela ukončená podokenní římsou, bočnice nahradily nízké postranice. V roce 1972 se odehrála nehoda, v níž byl zničen vlečný vůz ev. č. 1129. Pro nedostatek vozů se nahradil již dříve vyřazeným vlečným vozem 1109, který převzal jeho ev. č. 1129. Poslední z těchto vozů v osobním provozu dojezdily v pražské síti následujícího roku. V roce 1976 přibyl k rekonstruovaným nákladním vlečným vozům „plecháč“ původního ev. č. 1174, jenž se přestavěl obdobným způsobem a byl přečíslován na vůz č. 4549. Během vyřazování v 60. letech došlo k odprodání řady těchto vozů k různým účelům (kůlny, včelíny, nebo chaty). Do dnešních dnů se jich dochovalo mnoho v různých stavech.

## Historické vozy
Vedle níže uvedených historických vozů se také zachovaly vraky vozů ev. č. 870, 916, 940, 964 a 1009. Vůz ev. č. 815 byl jako vrak zakoupen skanzenem Solvayovy lomy, kde po opravě slouží jako stánek s občerstvením.
| Původní provoz | Evidenční číslo | Současný majitel | Rok výroby | Historický od roku | Poznámky | Zdroj |
| -------------- | --------------- | ---------------- | ---------- | ------------------ | -------- | ----- |
| Praha          | 855             | DPP              | 1925       | ?                  |          | [ 8 ] |
| Praha          | 999             | DPP              | 1926       | 1966               |          | [ 8 ] |
| Praha          | 1111            | DPP              | 1928       | 1972               |          | [ 8 ] |
| Praha          | 1200            | DPP              | 1930       | ?                  |          | [ 8 ] |
| Praha          | 1201            | DPP              | 1930       | ?                  |          | [ 8 ] |
| Praha          | 1202            | DPP              | 1930       | ?                  |          | [ 8 ] |
| Praha          | 1207            | TMB              | 1931       | 1972               |          | [ 8 ] |
| Praha          | 1219            | DPP              | 1931       | 1972               |          | [ 8 ] |

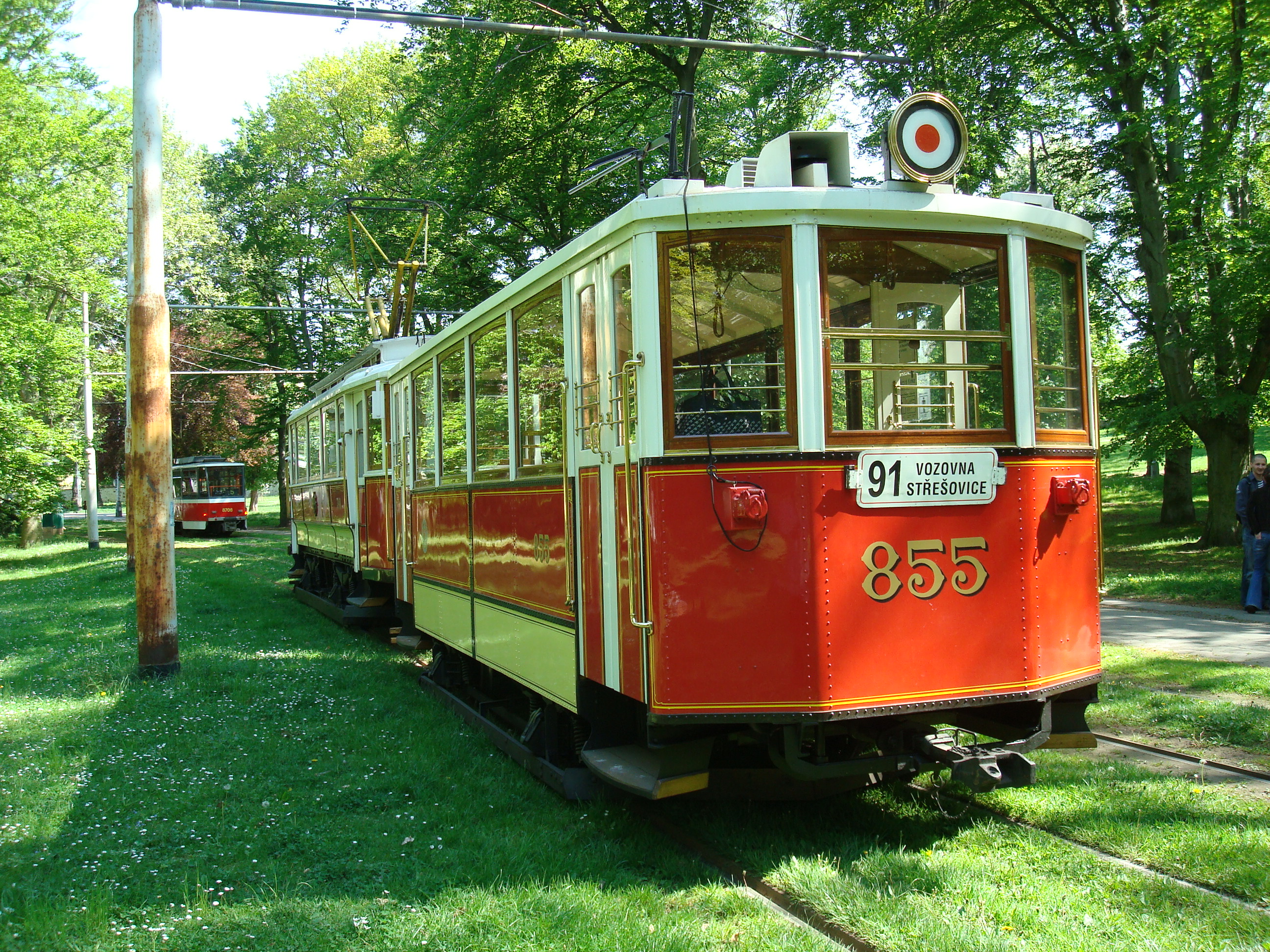
Vlečný vůz ev. č. 855
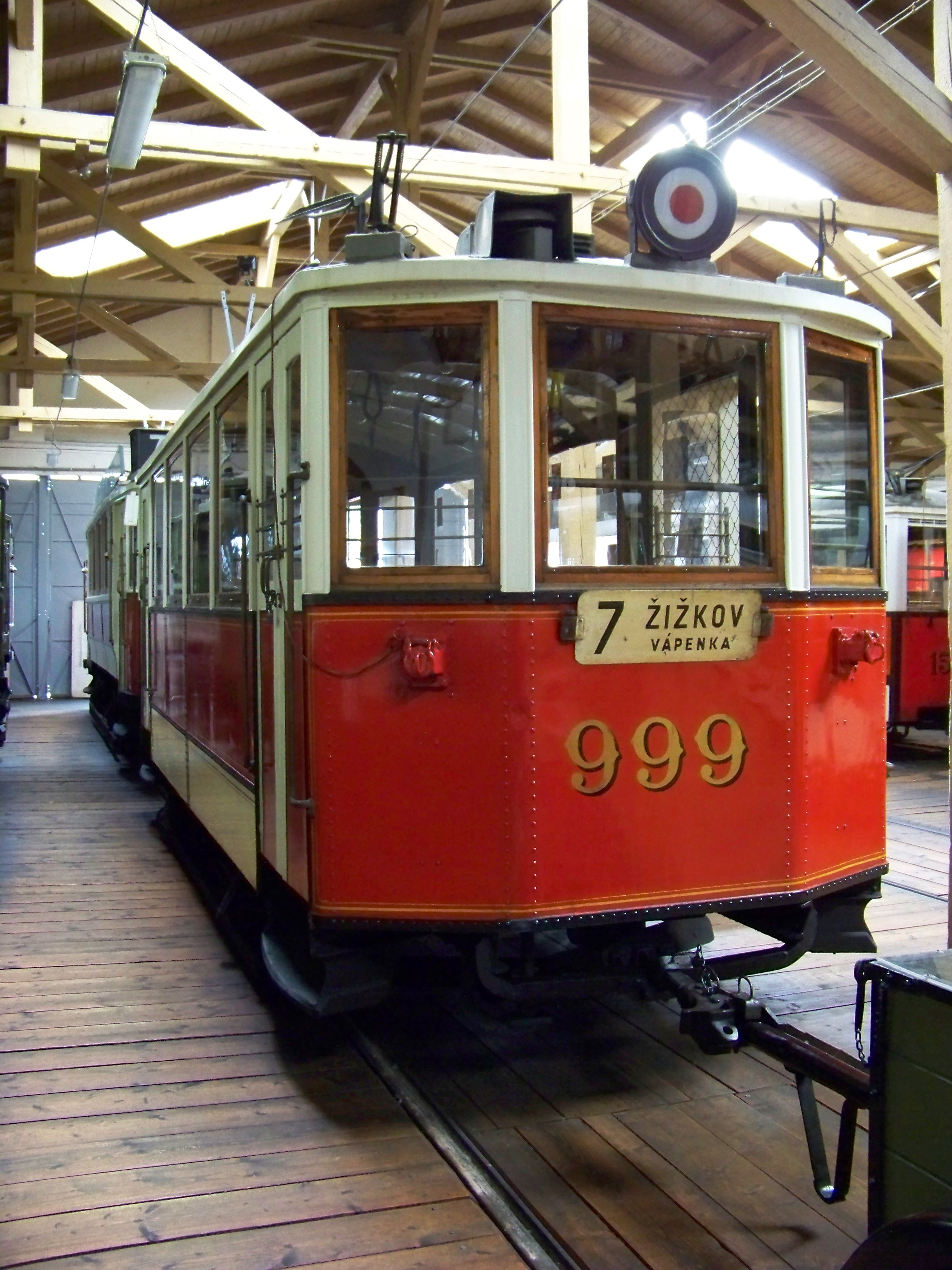
Vlečný vůz ev. č. 999
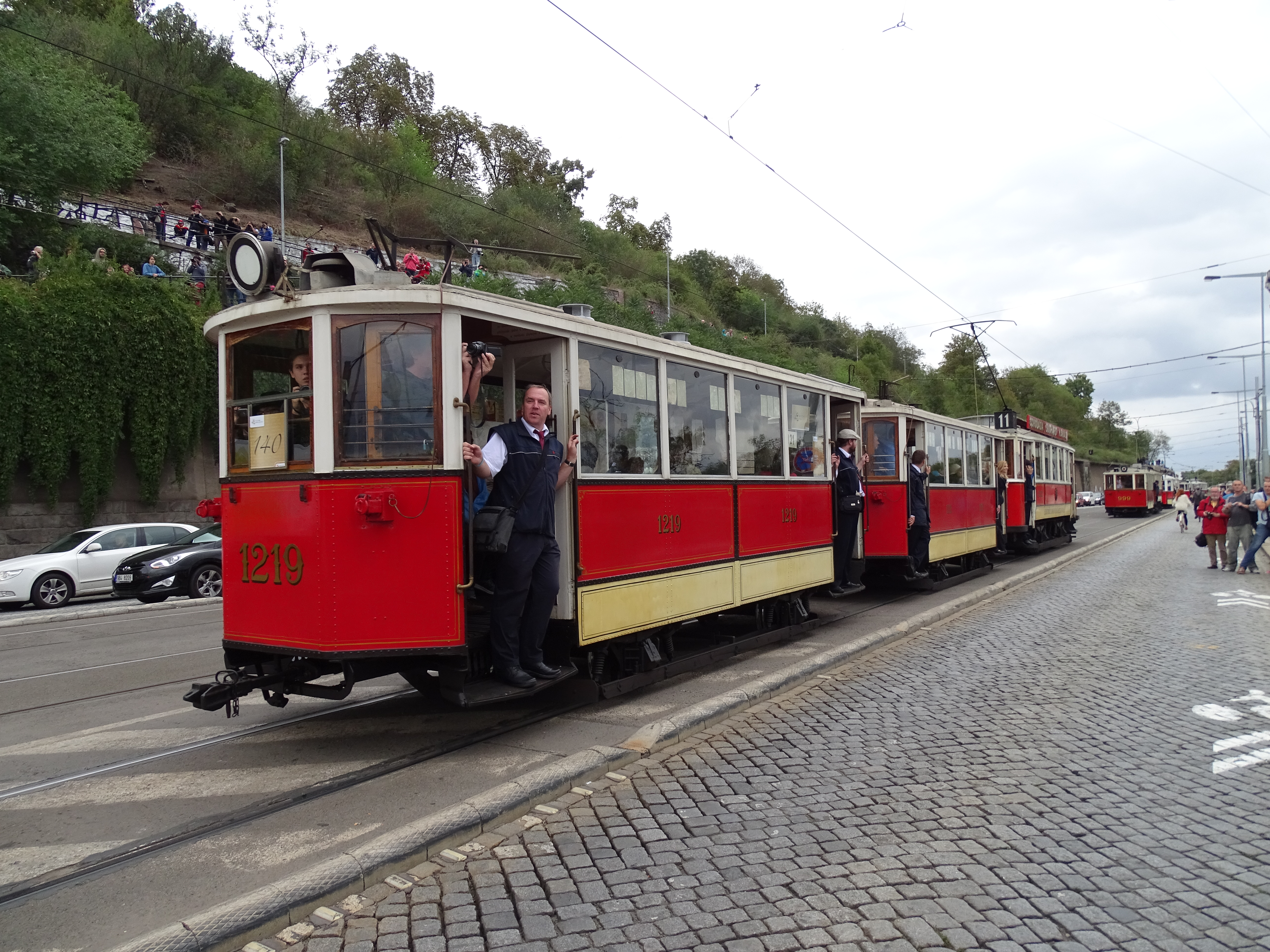
Vlečné vozy ev. č. 1111 a 1219
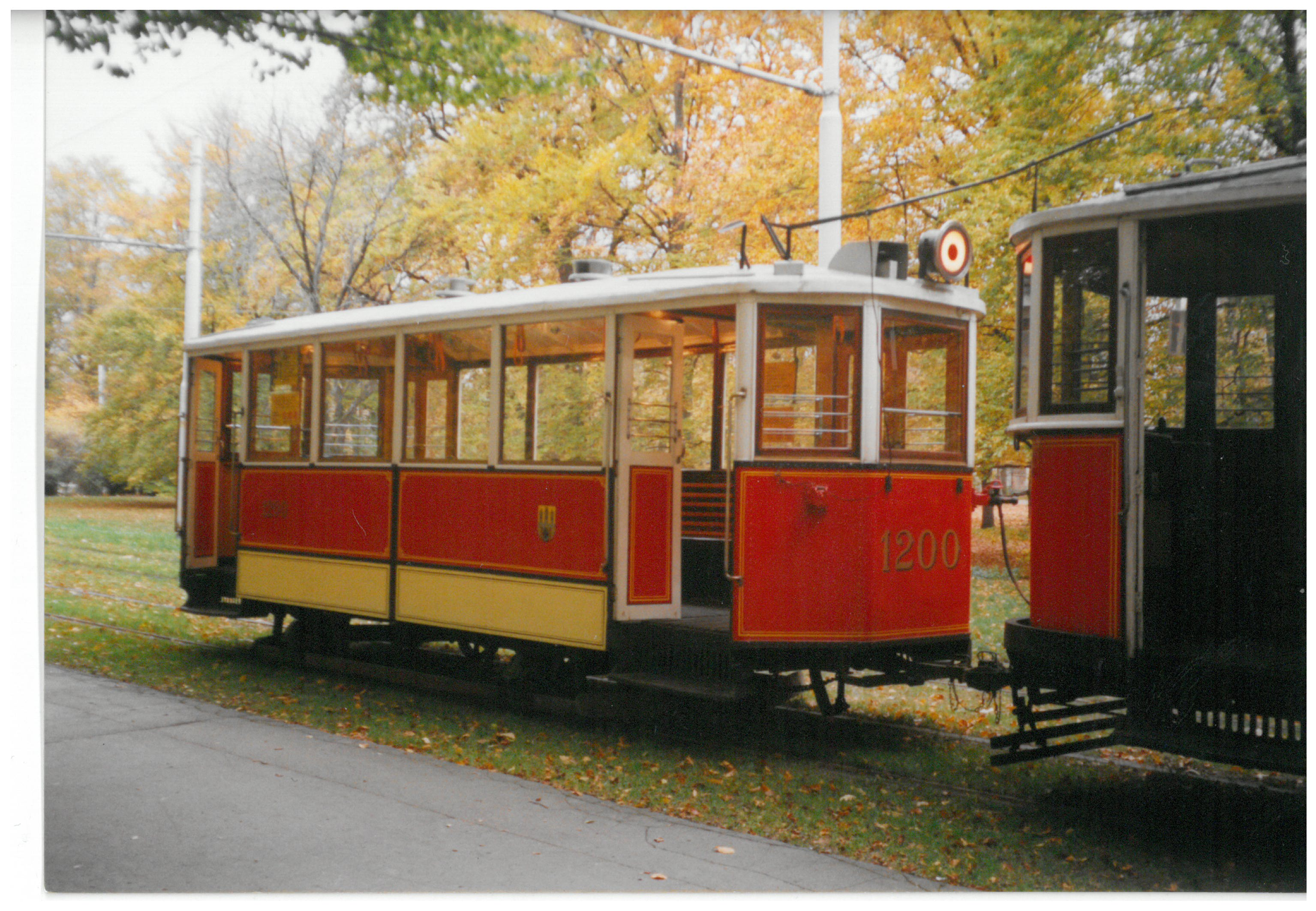
Vlečný vůz ev. č. 1200
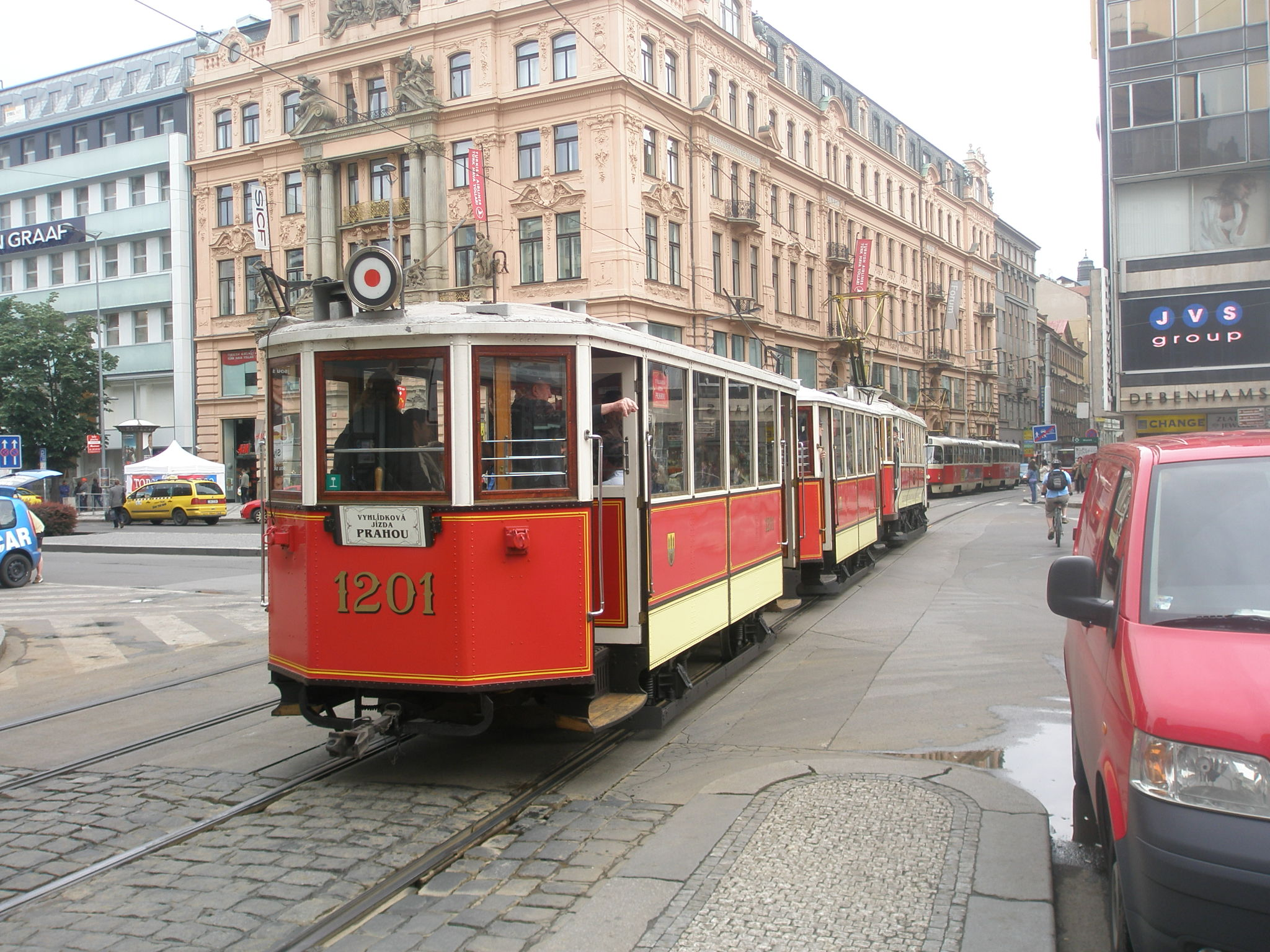
Vlečný vůz ev. č. 1201
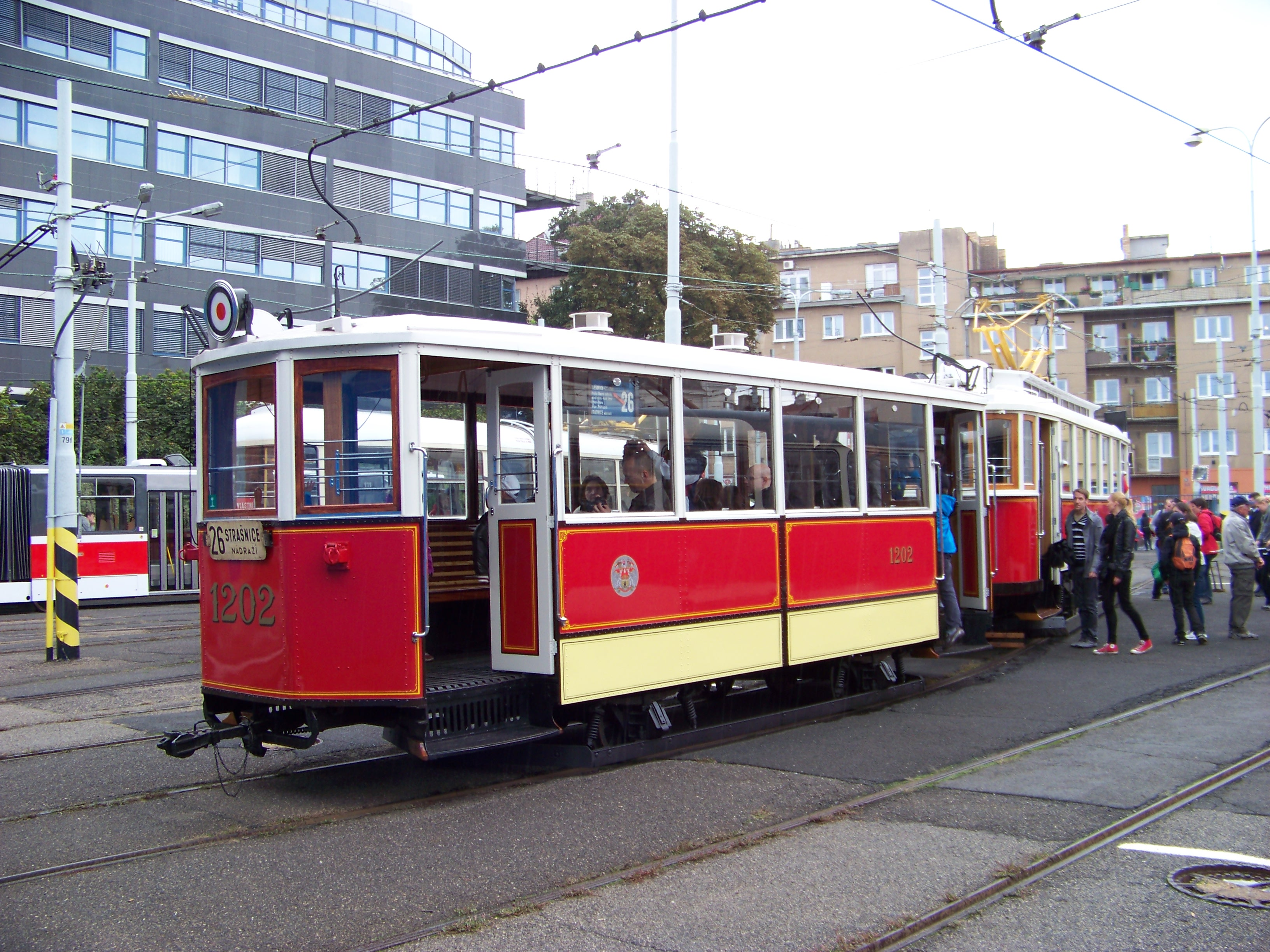
Vlečný vůz ev. č. 1202
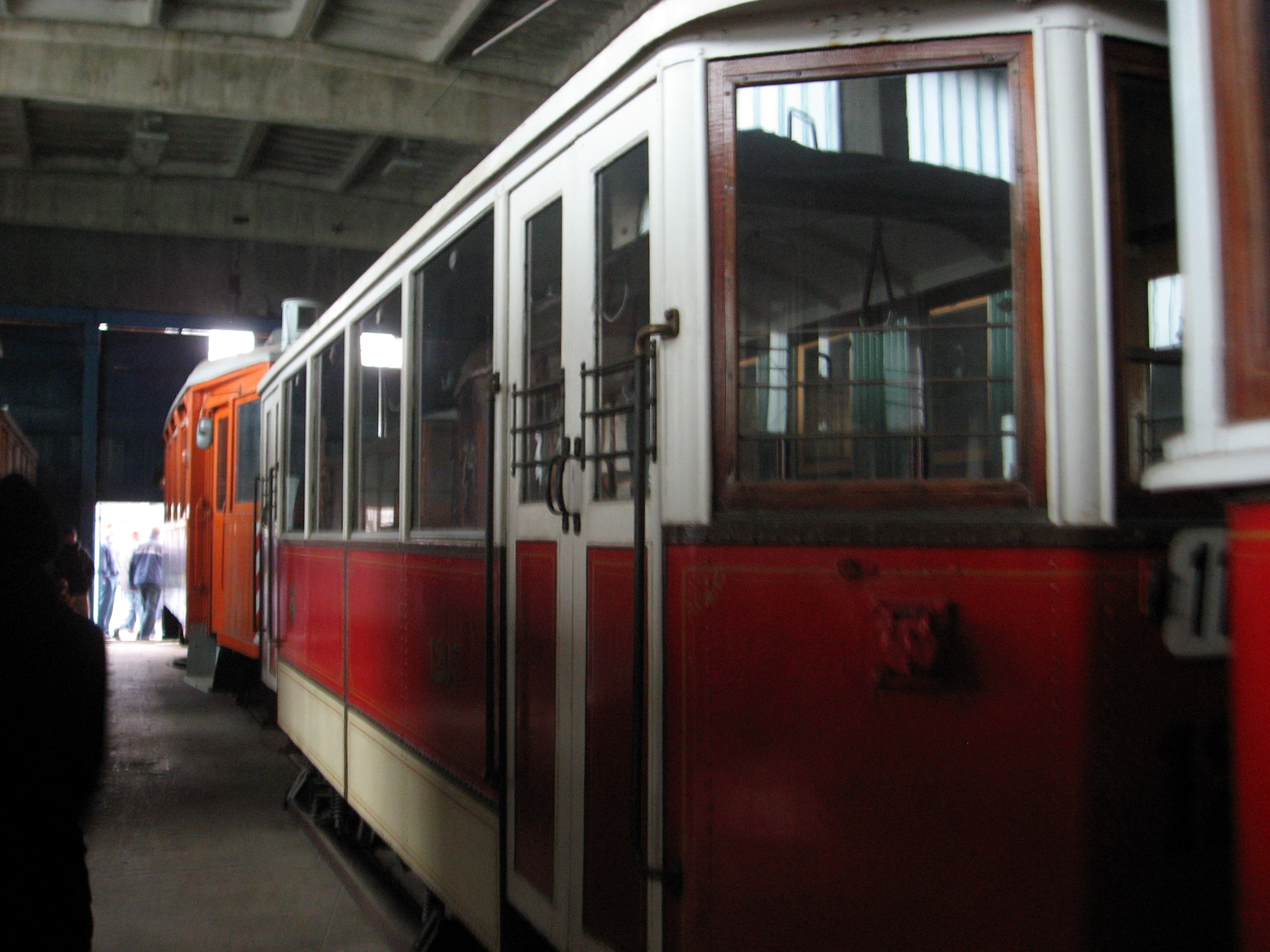
Vlečný vůz ev. č. 1207 v depozitáři TMB